# 슐레플리 기호

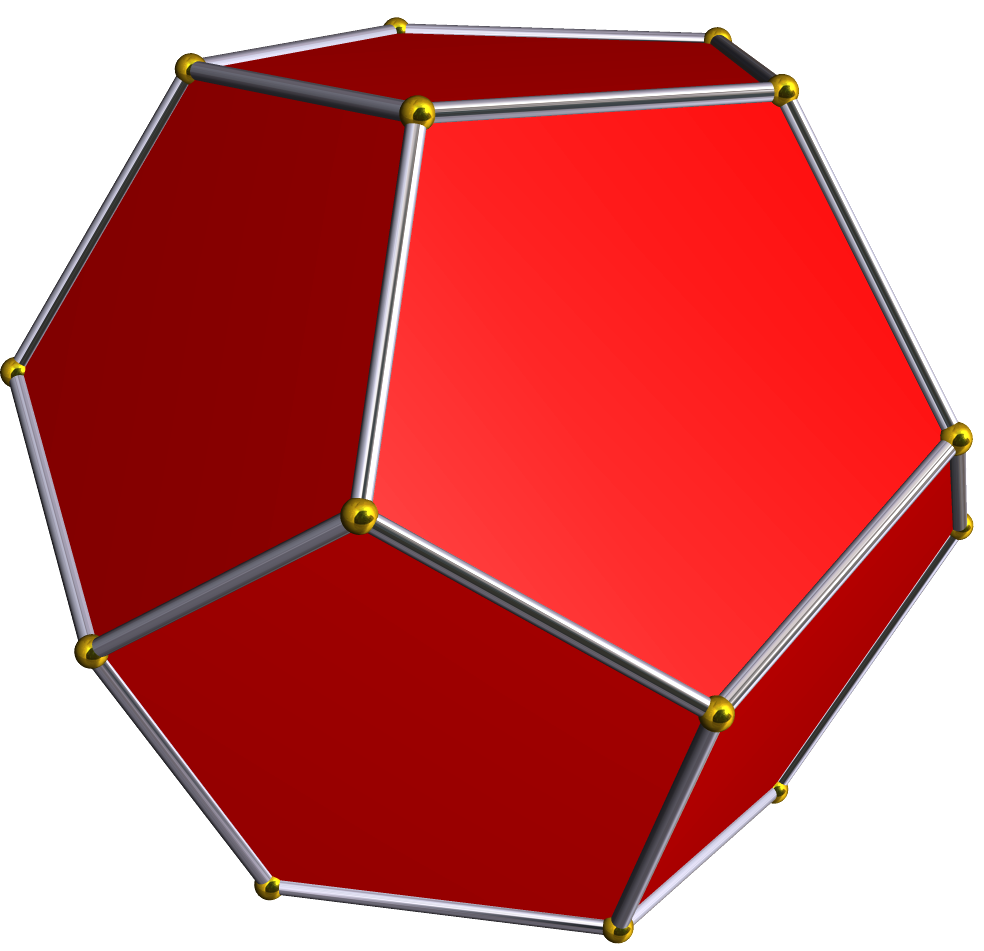
정십이면체는 슐레플리 기호가 {5,3}인 정다면체이며, 3개의 오각형이 각 꼭짓점에 있다.

슐레플리 기호(영어: Schläfli symbol)이란 정다면체나 정테셀레이션을 나타내는 기호다. 루트비히 슐레플리(영어: Ludwig Schläfli)가 만든 것이다.
처음에 정다각형을 나타낸 뒤, 그 다음에 3차원 다면체에서 한 점에 모이는 면의 개수, 그 다음은 그 다포체를 구성하는 4차원 다포체에서 한 변에 모이는 3차원 다포체의 개수 순으로 {p,q,r,...} 식으로 나타낸다. 쌍대다면체의 기호는 그 순서를 거꾸로 쓰는 것만으로 나타낼 수 있다.
준정다면체나 반정다면체는 괄호앞에 알파벳 기호를 붙여서 예를 들어 다듬은 정십이면체는 sr{5,3}으로 나타낸다. t는 깎기, r는 절반 깎기, tr는 부풀려 깎기(준정다면체 깎기와 비슷하다), rr은 부풀리기(준정다면체의 절반 깎기라고도 한다), s는 한 꼭짓점에 모인 면의 개수와 별개로 모서리만 쐐기꼴로 대체하여 다듬는 것이고, sr는 한 꼭짓점에 모인 면의 개수까지도 대체하여서 다듬은 것을 의미한다.